# Turism în Israel
Turismul în Israel este una dintre principalele surse de venit ale Israelului, cu un record de 4,55 milioane de sosiri turistice în 2019, și, în 2017, a contribuit cu 20 de miliarde NIS la economia israeliană, ceea ce a făcut-o un record all-time. Din motive practice, acest articol se referă, de asemenea, la turismul din teritoriile ocupate de Israel Cisiordania și Înălțimile Golan, deoarece este strâns interconectat cu turismul de masă din Israel. Israelul oferă o multitudine de situri istorice și religioase, stațiuni de plajă, situri naturale, turism arheologic, turism de patrimoniu, turism de aventură și ecoturism. Israelul are cel mai mare număr de muzee pe cap de locuitor din lume. În 2007, cele mai vizitate două situri religioase evreiești au fost Zidul de Vest și mormântul lui  Rabinul Shimon bar Yochai; Cele mai vizitate locuri sfinte creștine sunt Biserica Sfântul Mormânt din Ierusalim, Biserica Nașterii Domnului din orașul Betleem din Cisiordania și Bazilica Buna Vestire din Nazaret, Israel.
Cele mai vizitate locuri religioase islamice sunt Moscheea Al-Aqsa de pe Muntele Templului din Ierusalim și Moscheea Ibrahimi de la Mormântul Patriarhilor din orașul Hebron din Cisiordania.